# صدر الدين حشواني
صدر الدين حشواني (بالإنجليزية: Sadruddin Hashwani)‏‏ (19 فبراير 1940 في كراتشي - ) شخصية أعمال من باكستان.